# 熊本県道路公社
熊本県道路公社（くまもとけんどうろこうしゃ）は、熊本県を設立団体とする地方道路公社である。1992年（平成4年）5月28日設立。

## 沿革
- 1992年（平成4年）
  - 3月21日：公社設立の県議会議決。
  - 4月28日：自治大臣出資承認。
  - 5月22日：建設大臣設立認可。
  - 5月28日：道路公社設立登記、設立。

## 管理する道路
- 松島有料道路（国道324号）

## 所在地
- 熊本県熊本市南区城南町舞原字東194番地